# Tage Aurell
Tage Aurell (2. března 1895, Christiania, dnes Oslo, Norsko – 21. února 1976, Mangskog, Värmland, Švédsko) byl švédský spisovatel, novinář a překladatel, manžel spisovatelky Kathrine Aurellové. Ve svých stylisticky náročných psychologických prózách zachytil problematiku izolace jedince v moderní společnosti, jedince bezradného ve své osamělosti a neschopného věřit, že je v něm uvnitř nějaká radost.

## Knihy
- Tybergs gård (1932, česky jako Tyberguv dům)
- Till och från Högåsen (1934)
- Martina (1937)
- Skillingtryck (1943)
- Tre berättelser (1943)
- Smärre berättelser (1946)
- Nya berättelser (1949)
- Bilderbok (1950)
- Pingstbrud och andra berättelser (1952)
- Liten fransk stad (1954), společně s Kathrine Aurellovou
- Victor (1955)
- Berättelser (1960)
- Vägar och möten(1960)
- Noveller (1967)
- Samtal önskas med sovvagnskonduktören (1969)
- Fransk bilderbok
- Nils Collet Vogt
- Grindstolpe

## Filmové scénáře
- 1955 – Giftas
- 1956 – Ett dockhem
- 1962 – Nils Holgerssons underbara resa (podle Selmy Lagerlöfové)

## Ocenění a vyznamenání
- 1946 – Svenska Dagbladets litteraturpris
- 1947 – Tidningen VI:s litteraturpris
- 1950 – Sixten Heymans pris
- 1953 – De Nios stora pris
- 1959 – Litteraturfrämjandets stora pris
- 1966 – Doblougova cena

## Česká vydání
- Tybergův dům, Mladá fronta, Praha 1965, vybral, přeložil a doslov napsal Josef Vohryzek, kromě obsáhlejší titulní novely obsahuje kniha ještě kratší povídky Stará silnice, Poslední flám svobodného mládence, Před sobotním zvoněním a Zástupce pastora.